# パトリック・トゥマシ
パトリック・トゥマシ（Patrick Twumasi、1994年5月9日 - ）は、ガーナのサッカー選手。ガーナ代表。ベイタル・エルサレムFC所属。ポジションはFW。

## クラブ歴
レッドブル・ガーナから2012年始にヴィルスリーガのFKスパルタクス・ユールマラに入団。レギュラーの座を早くも掴み取ると22試合で10得点と、チームの得点王に輝いた。2013シーズンも9試合6得点の結果を残し、5月には月間最優秀選手に選出された。7月にカザフスタン・プレミアリーグのFCアスタナに期限付き移籍。11試合6得点の結果を残して帰還した。2014シーズン開幕前にロシア・プレミアリーグのFCアムカル・ペルミに期限付き移籍し、3月10日に初出場した。7月9日にレンタル先がアスタナに変わり、11試合10得点で半年ながらクラブの同シーズン得点王に輝いた。
2015年初めには他のヨーロッパのクラブからも興味を持たれる中でアスタナに完全移籍。2017年7月27日に新たに同クラブと2年の契約を結んだ。
2020年9月6日、ハノーファー96と3年契約を締結した。
2022年2月3日、マッカビ・ネタニヤFCに移籍した。

## 代表歴
2016年6月に行われたアフリカネイションズカップ2017予選のモーリシャス代表戦メンバーで代表初招集を受けた。しかし初出場は2017年10月7日に行われたウガンダ代表との2018 FIFAワールドカップ・アフリカ3次予選となった。

## タイトル
アスタナ
- カザフスタン・プレミアリーグ: 2014, 2015, 2016, 2017
- カザフスタン・スペルクボグィ: 2015